# Start Cycling Team
Start Cycling Team (código UCI: STF) es un equipo ciclista venezolano de categoría Continental que debutó como profesional en la temporada 2012. Nació como un equipo paraguayo pero en 2016 continuó bajo licencia serbia pasando en 2017 a tener licencia boliviana.

## Historia
Fue creado como amateur por el ciclista argentino Mauricio Frazer en 2010 (quién a su vez también corrió en el equipo), con el objetivo de darle oportunidades de participar en carreras de nivel internacional a jóvenes ciclistas de Paraguay y desarrollar el ciclismo en ese país, aunque su base estaba en La Plata (Argentina). Así fue que los primeros años su licencia fue de ese país .
Luego de 2 años de amateurismo, en 2012 el equipo fue registrado en la UCI, ascendiendo a la categoría Continental (última categoría del profesionalismo). Para ello Frazer encontró apoyo en Chile, donde varias empresas se sumaron al proyecto.
En sus inicios el proyecto prácticamente sostuvo su presupuesto gracias al aporte de la familia de Frazer, principalmente por su hermana Laura, dueña de la empresa de diseño START, quien además fue mánager general del equipo.

## Clasificaciones UCI
En su debut como equipo profesional, participó de carreras profesionales en tres de los Circuitos Continentales UCI, el UCI America Tour, UCI Europe Tour y UCI Africa Tour. Las clasificaciones a nivel de equipo e indivivual fueron las siguientes:

### UCI Africa Tour
| Temporada | Clasificación por equipos | Mejor corredor    | Posición |
| 2011-2012 | 15.º                      | Mauricio Frazer   | 82.º     |
| 2012-2013 | 14.º                      | David Van Eerd    | 110.º    |
| 2016      | 13.º                      | Adhanom Zemichael | 46.º     |
| 2017      | 7.º                       | Yonatan Haile     | 19.º     |
| 2018      | 16.º                      | Simon Musie       | 91.º     |

### UCI America Tour
| Temporada | Clasificación por equipos | Mejor corredor      | Posición |
| 2011-2012 | 45.º                      | Ibon Zugasti        | 368.º    |
| 2012-2013 | 22.º                      | Darren Matthews     | 62.º     |
| 2013-2014 | 36.º                      | Ernesto Mora        | 407.º    |
| 2016      | 20.º                      | José Mojica         | 88.º     |
| 2017      | 38.º                      | Cristian Pita       | 108.º    |
| 2018      | 6.º                       | Cristopher Mansilla | 13.º     |

### UCI Asia Tour
| Temporada | Clasificación por equipos | Mejor corredor      | Posición |
| 2013-2014 | 67.º                      | Eugen Wacker        | 211.º    |
| 2017      | 85.º                      | Cristopher Mansilla | 539.º    |
| 2018      | 100.º                     | Simon Musie         | 660.º    |

### UCI Europe Tour
| Temporada | Clasificación por equipos | Mejor corredor      | Posición |
| 2011-2012 | 117.º                     | Nicolae Tanovitchii | 788.º    |
| 2015      | 123.º                     | Žolt Der            | 664.º    |
| 2016      | 106.º                     | Dušan Kalaba        | 813.º    |
| 2017      | 133.º                     | Orluis Aular        | 1536.º   |

## Palmarés
Para años anteriores véase: Palmarés del Start Cycling Team.

### Palmarés 2022

#### Circuitos Continentales UCI
| Fechas | Circuito | Carreras | Ganador |

## Plantilla
Para años anteriores véase:Plantillas del Start Cycling Team

### Plantilla 2022
| Nombre                   | Nacimiento | Nacionalidad | Equipo 2021        |
| Guillermo Andrés Beltrán | 23/10/1999 | Chile        | Neoprofesional     |
| Leomar Briceño           | 09/02/2003 | Venezuela    | Neoprofesional     |
| Albert Carrero           | 23/02/2002 | Venezuela    | Start Cycling Team |
| José Andrés Díaz         | 13/10/2000 | Venezuela    | Start Cycling Team |
| Gregory Guevara          | 24/03/2000 | Venezuela    | Start Cycling Team |
| César Macías             | 17/09/2003 | México       | Neoprofesional     |
| Jorge Peyrot             | 25/10/2022 | México       | Start Cycling Team |
| Yahir Quiroga            | 03/09/1992 | Venezuela    | Neoprofesional     |
| Nicolás Vergara          | 17/08/1998 | Chile        | Start Cycling Team |
| Ivo Weickert             | 10/12/2001 | Uruguay      | Neoprofesional     |